# Björkvin
Björkvin er et dansk tøjmærke, der blev lanceret i 2006. Mærket ejes, produceres og distribueres af RTG Holdning. 
Björkvin blev grundlagt af Rolf Björkvin og Tue Deleuran efter modemessen CPH Vision Tradeshow i 2005. De to var skuffede over udvalget på messen og besluttede derfor at etablere deres eget tøjmærke. Hurtigt blev der indgået aftale om leverancer til Holland og Italien, ligesom også butikker fra Japan og Sverige ville købe tøjet. I dag sælges Björkvin-tøjet i 16 lande, primært i Europa.¨